# Przetwornik (muzyka)

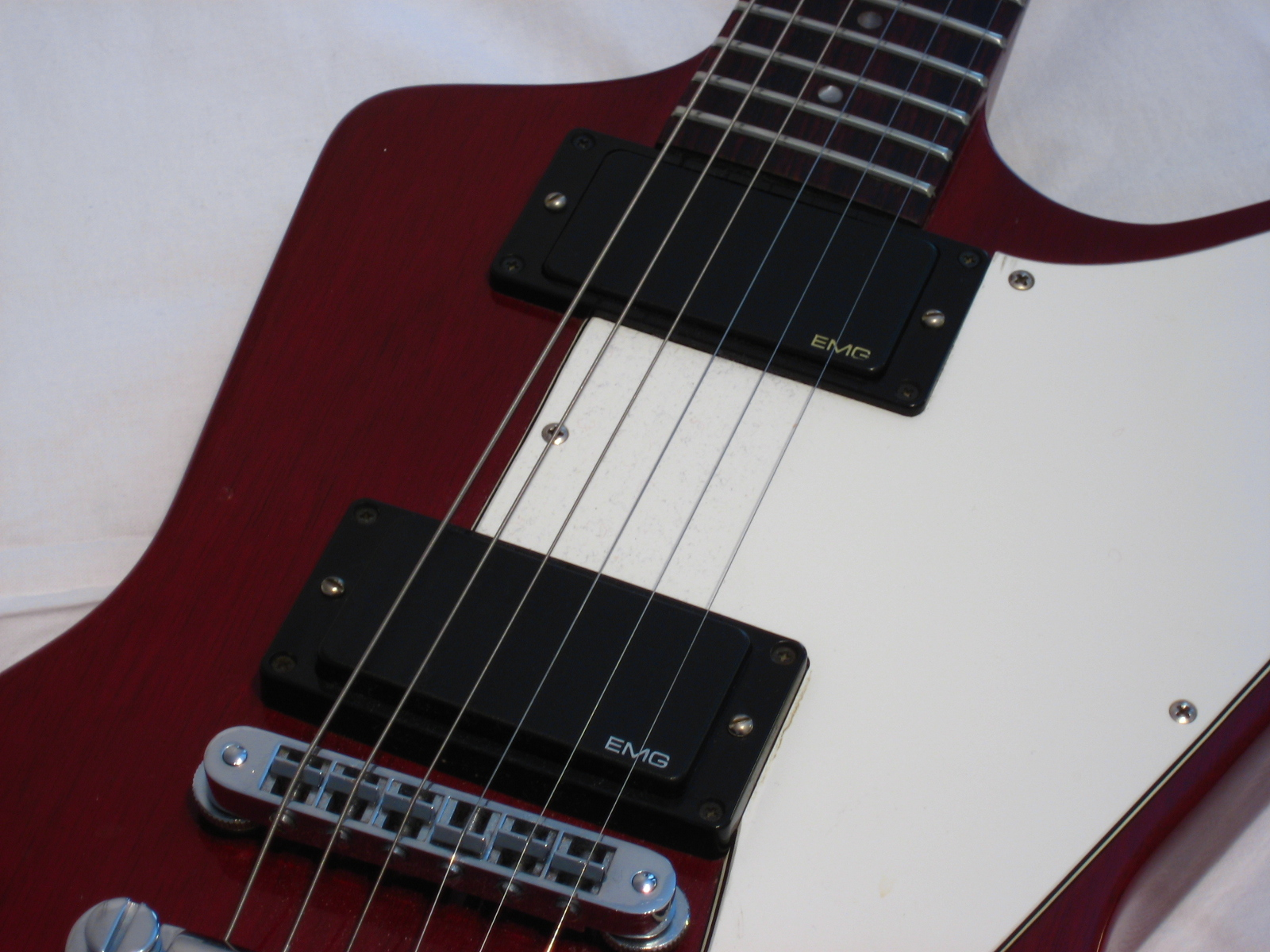
Aktywne przetworniki elektromagnetyczne EMG 81 i 85

Przetwornik, pickup, przystawka – przetwornik elektroakustyczny montowany w instrumentach elektrycznych (takich jak: gitara elektryczna, skrzypce elektryczne, organy Hammonda),  służący do wychwytywania mechanicznych wibracji strun lub innych wibratorów i konwertowania ich do postaci sygnałów elektrycznych, które następnie mogą być poddane dalszej obróbce i wzmocnieniu.
Do największych producentów przystawek należą firmy: Seymour Duncan, DiMarzio, EMG.

## Podział przetworników
Ze względu na wykorzystane zjawisko fizyczne przetworniki dzielimy na:
- elektromagnetyczne
  - single-coil (jednocewkowe)
  - humbucker (zbudowany z dwóch układów o przeciwnej polaryzacji magnetycznej)
- piezoelektryczne
- optyczne

Przetworniki mogą być pasywne lub aktywne – z wbudowanym przedwzmacniaczem. Przedwzmacniacz jest wręcz niezbędny w przypadku przetworników piezoelektrycznych ze względu na ich dużą impedancję wyjściową.

## Przetwornik elektromagnetyczny

### Budowa
Przetworniki elektromagnetyczne składają się z magnesu trwałego, rdzeni magnetycznych i cewki bądź cewek. W przypadku przetworników gitarowych liczba rdzeni wynosi zwykle 6, co odpowiada liczbie strun instrumentu. Cewka może być wspólna i obejmować zespół sześciu rdzeni, bądź każdy rdzeń może mieć inną cewkę – w tym przypadku cewki są łączone szeregowo. Magnesy trwałe wytwarzają pole magnetyczne przebiegające przez rdzenie i struny. W niektórych rozwiązaniach same rdzenie są wykonane z magnesów trwałych.
Obudowy przetworników mogą być wykonane z tworzywa sztucznego lub blachy. Każdy przetwornik posiada dwa lub cztery otwory przeznaczone do wkrętów mocujących go w korpusie gitary.

### Zasada działania
Wprawiona w drganie struna powoduje zmianę strumienia indukcji magnetycznej objętego uzwojeniem cewki, co powoduje wzbudzenie w cewce siły elektromotorycznej. Wartość tej siły jest wprost proporcjonalna do prędkości zmian strumienia indukcji magnetycznej i jest zależna od grubości struny oraz własności magnetycznych stali, z której struna została wykonana. Wartość indukowanej siły elektromotorycznej zależy także od odległości między rdzeniem przetwornika i struną oraz od własności samego przetwornika (jakość magnesów trwałych, liczby zwojów cewki).
Przetworniki elektromagnetyczne typu single coil (jednocewkowe) są czułe na zakłócenia pola magnetycznego wytwarzane np. przez dławiki świetlówek, transformatory wzmacniaczy, silniki elektryczne i przebiegające blisko kable zasilające reflektory. Humbuckery z dwiema cewkami połączonymi w przeciwfazie są znacznie mniej czułe na zakłócające pola magnetyczne, bo indukowane przez nie siły elektromotoryczne w poszczególnych cewkach mają przeciwne znaki i znoszą się.

### Schemat elektryczny

Schemat elektryczny przetwornika magnetycznego. Oznaczenia: E – siła elektromotoryczna, L – indukcyjność uzwojeń przetwornika, C_{1} - pojemność uzwojeń przetwornika, C_{2} - pojemność kabla, C – całkowita pojemność układu, R – rezystancja obciążająca przetwornik.

Na rysunku z prawej strony przedstawiono schemat elektryczny przetwornika magnetoelektrycznego.
Na podstawie schematu łatwo zauważyć, że na własności elektryczne przetwornika elektromagnetycznego znaczny wpływ ma pojemność kabla łączącego gitarę ze wzmacniaczem (C2) oraz rezystancja obciążenia przetwornika (R). Przy określonej częstotliwości fr występuje rezonans indukcyjności L i pojemności C. Przy tej częstotliwości napięcie doprowadzane do wejścia wzmacniacza może mieć wartość od 3 do 12 dB większą niż przy innych częstotliwościach. Powyżej częstotliwości fr indukcyjność L i pojemność C tworzą filtr dolnoprzepustowy o nachyleniu 12 dB/okt.
Częstotliwość rezonansowa fr wynosi od 2 do 5 kHz i ma duży wpływ na brzmienie dźwięku uzyskiwanego za pomocą przetwornika. Jest to powodowane uwypuklaniem różnych składowych drgań strun gitary. Przy częstotliwości rezonansowej 2 kHz dźwięk jest "miękki", przy 3 kHz – "jasny", przy 4 kHz – "wysoki", nieco metaliczny, a przy 5 kHz – "metaliczny", "twardy". Jeżeli sztucznie zwiększymy pojemność C przez dołączenie kondensatora, to częstotliwość rezonansowa fr  ulegnie zmniejszeniu. Można więc zastosować w gitarze przełącznik i kilka kondensatorów o pojemności od 680 pF do 6,8 nF (w zależności od przystawki), co umożliwi zmianę brzmienia gitary. Pojemność uzwojenia adaptera C1 wynosi 100-200 pF. Pojemność kabla łączącego, zależnie od jego rodzaju i długości, może wynosić 300-2000 pF. Wynika z tego, że kabel łączący może wywierać znaczący wpływ na wartość częstotliwości rezonansowej fr, a więc i na brzmienie gitary.
Jeżeli rezystor R będzie miał małą wartość, to obwód LC będzie silnie tłumiony i jego własności rezonansowe nie ujawnią się (mała dobroć obwodu). Wynika z tego, że zmieniając wartość rezystora R można wpływać na własności rezonansowe układu i na brzmienie gitary. Praktycznie rezystor R ma najwyżej 0,5-1 MΩ, czyli tyle, ile wynosi rezystancja wejściowa wzmacniacza tranzystorowego w układzie WK (wtórnika emiterowego). W gitarze można umieścić przełącznik z odpowiednim zestawem dodatkowych rezystorów, co umożliwi grającemu wpływanie na większe lub mniejsze uwypuklenie częstotliwości rezonansowej układu, a więc i na brzmienie gitary. Zbyt silne obciążenie obwodu rezystorem o małej wartości prowadzi do głuchego, mało efektownego brzmienia gitary.
Warto zwrócić uwagę, że jeśli przetwornik ma na tyle dużą wartość indukcyjności, że po przyłączeniu gitary kablem do wzmacniacza otrzymuje się małą częstotliwość rezonansową fr, to nie ma sposobu jej powiększenia. W przypadku humbuckerów można połączyć cewki nie szeregowo lecz równolegle, co spowoduje czterokrotne zmniejszenie indukcyjności przetwornika, a w wyniku – około dwukrotne zwiększenie częstotliwości rezonansowej fr. Przetworniki fabryczne mają indukcyjność od 1 do 10 H, najczęściej spotyka się wartości 2-6 H.
Napięcie na wyjściu adaptera (wartość maksymalna przy prawidłowym użytkowaniu gitary) wynosi 50-500 mV.

### Konfiguracja przetworników w gitarze elektrycznej
Zazwyczaj gitary elektryczne są wyposażone w więcej niż jeden przetwornik magnetoelektryczny. Ich ułożenie nazywa się konfiguracją przetworników. Określa się ją za pomocą pierwszych liter angielskich nazw przetworników: "S" (single-coil – jednocewkowe) i "H" (humbucker – dwucewkowe), zapisanych w kolejności od mostka do gryfu. Najczęściej występujące konfiguracje przetworników przedstawiono w poniższej tabeli.

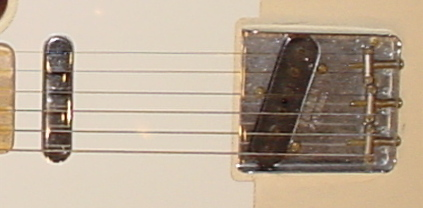
S-S (Fender Telecaster)
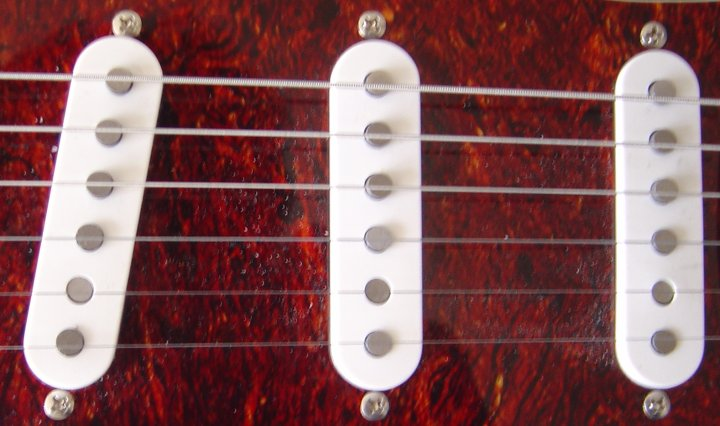
S-S-S (Fender Stratocaster)
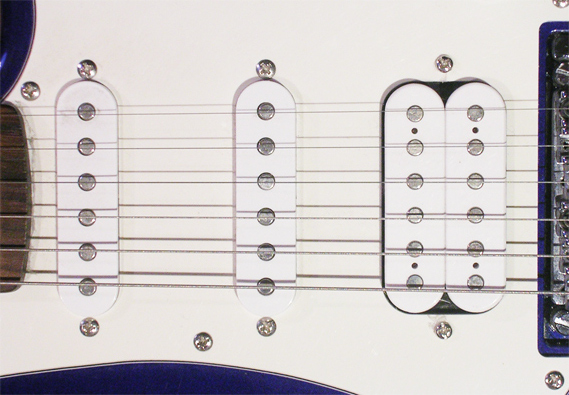
H-S-S (Fender Fat Stratocaster)
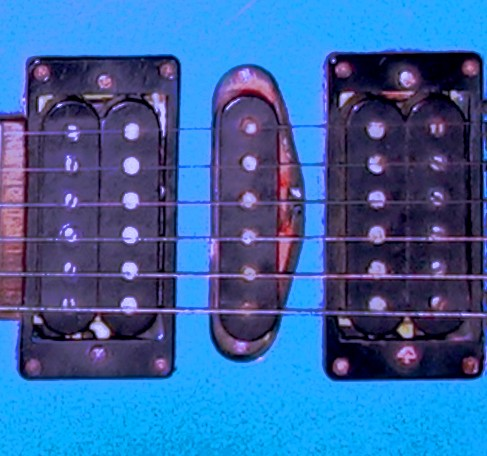
H-S-H (Superstrat)

Inne spotykane konfiguracje to:
- S (Fender Esquire, wczesne modele Gibson Les Paul Junior, Gibson Melody Maker, niektóre Telecastery)
- H (niektóre gitary typu archtop jak Gibson ES-165 Herb Ellis; późniejsze modele Les Paul Junior; gitara Kramer Baretta)
- H-S (Hamer Californian Deluxe, Les Paul BFG, Squier '51)
- H-H-H (Gibson Les Paul Gold Top i Custom, Gibson SG-3, Gibson ES-5 Switchmaster (po roku 1957), Kramer Jersey Star, Ibanez Destroyer)
- H-S-S-H (Music Man Steve Morse Signature)
- H-H-S (niektóre modele ESP – Stephen Carpenter i Alembic Jerry Garcia)

## Przetwornik piezoelektryczny

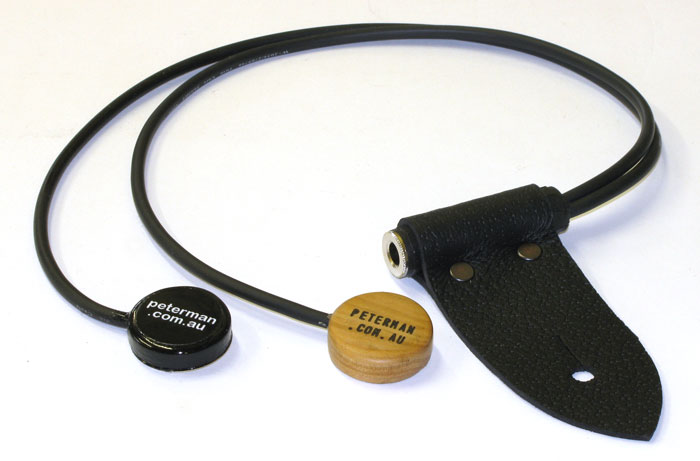
Przetwornik piezoelektryczny Peterman Dual